# Jadwiga Kaulfürst
Jadwiga Kaulfürst (obersorbisch Jadwiga Kaulfürstowa; * 1976 als Jadwiga Mark / obersorbisch Jadwiga Markec) ist eine sorbische Sprachwissenschaftlerin.

## Leben
Kaulfürst wuchs als Kind einer sorbischen Familie in Bautzen und Panschwitz-Kuckau auf. Bereits im Jugendalter war sie musikalisch aktiv, unter anderem als Sängerin von Schlagermusik. Sie absolvierte an der Universität Leipzig ein Studium der Sorabistik und Musikwissenschaft, welches sie 2001 mit einer Magisterarbeit zu den Kunstliedern Bjarnat Krawc-Schneiders abschloss. Während ihres Studium betreute sie gemeinsam mit ihrem späteren Ehemann Fabian Kaulfürst die Stipendiaten der Stiftung für das sorbische Volk.
Sie ist als wissenschaftliche Mitarbeiterin des Witaj-Sprachzentrums tätig. In ihrer Arbeit widmet sie sich vor allem der sorbischsprachigen Bildung und Erziehung im Vorschulbereich und verantwortet den Qualitätskriterienkatalog zur Förderung und Vermittlung der sorbischen Sprache in Kindertageseinrichtungen in Sachsen, zudem ist sie für die Zertifizierung von Sorbischkenntnissen nach dem Gemeinsamen europäischen Referenzrahmen für Sprachen zuständig. Sie ist Mitglied der Obersorbischen Sprachkommission.
Kaulfürst setzt sich verschiedentlich für den Erhalt und die Pflege der sorbischen Sprache ein. Sie erreichte, dass das Sorbische Jugendensemble seine Auftritte in sorbischer Tracht bestreitet. Seit 2010 fungiert sie als künstlerische Leitung des Chores Lipa in ihrer Heimatgemeinde Panschwitz-Kuckau leitet auch den Jugendchor Lipki. Gemeinsam mit ihrem Ehemann war sie für die Entwicklung und Umsetzung des Ćišinski-Pfades verantwortlich. Für ihr „vielseitiges und engagiertes Wirken auf dem Gebiet der sorbischen Sprache und Kultur“ wurde das Ehepaar 2021 mit dem Förderpreis des Ćišinski-Preises ausgezeichnet.
Kaulfürst ist verheiratet und lebt in Panschwitz-Kuckau.